# Mary Roberts Rinehart
Pour les articles homonymes, voir Rinehart.
Mary Roberts Rinehart est une écrivaine américaine née le 12 août 1876 à Pittsburgh, Pennsylvanie (États-Unis), décédée le 22 septembre 1958 à New York (États-Unis).

## Biographie
Après des études dans une école préparatoire, elle obtient un diplôme d'infirmière en 1896.  Elle épouse cette même année le médecin Stanley Marshall Rinehart, dont elle aura trois fils.  Afin de rembourser des dettes contractées en Bourse, elle rédige des récits pour des magazines à grand tirage. Le directeur d'une de ces publications, Frank Munsey, lui propose d'écrire des feuilletons policiers.  Plus tard repris en volume, The Man in Lower Ten (1906) et surtout L'Escalier en colimaçon (1907) rencontrent un immense succès, Ce dernier est porté à l'écran en 1915 par Edward LeSaint et connaît également une version scénique sous le titre The Bat.
Pour quelques-uns de ses quelque quarante romans policiers, Rinehart crée trois héroïnes récurrentes: la curieuse Miss Cornelia Van Gorder ; l'infirmière et détective amateur Hilda Adams, surnommée Miss Pinkerton par les services de l'ordre ; enfin, l'intrépide Leticia Tish Carberry qui apparaît surtout dans des recueils de nouvelles.  La recette littéraire de Rinehart tient à un récit solidement mené, qui multiplie les péripéties sans s'embrouiller, et à un habile dosage entre l'intrigue sentimentale et le récit d'énigme, y ajoutant un zeste de suspense et beaucoup d'humour. En outre, les héroïnes, dotées d'autant de courage que d'intelligence, affrontent souvent des criminels dangereux dans le cadre de vastes demeures bourgeoises.
Mary Roberts Rinehart a aussi écrit des romans sentimentaux.

## Œuvre

### Romans

#### SérieMiss Cornelia Van Gorder
- The Man in Lower Ten (1906)
- The Circular Staircase (1907) Publié en français sous le titre L'Escalier en spirale, Paris, in Nos loisirs, 1910 Publié en français sous le titre L'Escalier en spirale, Paris, Tallandier, coll. Criminels et policiers no 23, 1933 Publié en français dans une nouvelle traduction sous le titre L'escalier en colimaçon, Paris, Librairie des Champs-Élysées, Le Masque no 1133, 1970

#### SérieLetitia (Tish) Carberry
- The Amazing Adventures of Letitia Carberry (1911), recueil de nouvelles
- Tish (1916), recueil de nouvelles
- More Tish (1921), recueil de nouvelles
- Tish Plays the Game (1926), recueil de nouvelles
- Tish Marches On (1937), recueil de nouvelles

#### SérieHilda Adams
- The Buckled Bag (1914)
- Locked Doors (1914)
- Miss Pinkerton (1932) Publié en français sous le titre Miss Pinkerton, Paris, Éditions Mondiales Del Duca, coll. Nous Deux no 160, 1974
- Haunted Lady (1942) Publié en français sous le titre La Dame hantée, Bruxelles, Dupuis, coll. Mi-nuit no 19, 1967
- The Secret (1950)

#### Autres romans policiers
- The Window at the White Cat (1910)  Publié en français sous le titre L'Énigme du 1122, Paris, Éditions Mondiales Del Duca, coll. Intimité no 341, 1975
- Where There's a Will (1912)
- The Cave on Thundercloud (1912)
- Mind Over Motor (1912)
- The Case of Jennie Brice (1913)
- The After House : a story of love, mystery and a private yacht (1914)
- Dangerous Days (1919)
- Salvage (1919)
- The Red Lamp ou The Mystery Lamp (1925)
- Two Flights Up (1928)
- The Door (1930) Publié en français sous le titre La Porte, Paris, Éditions Mondiales Del Duca, coll. Nous Deux no 320, 1977
- The Double Alibi (1932)
- The Album (1933)
- The State Vs Elinor Norton (1933) Publié en français sous le titre Le Procès d'Elinor Norton, Paris, Éditions Mondiales Del Duca, coll. Romances et Mystère, 1975
- The Wall (1938) Publié en français sous le titre L'Île de la peur, Paris, Éditions Mondiales Del Duca, coll. Intimité no 354, 1976
- The Great Mistake (1940) Publié en français sous le titre L'Abbaye de Beverly Hills, Paris, Presses de la Cité, 1958
- The Yellow Room (1945) Publié en français sous le titre La Chambre jaune, Paris, Nicholson & Watson, coll. La Tour de Londres no 28, 1949 ; réédition, Paris, Librairie des Champs-Élysées, Le Masque no 2220, 1995 Publié en français dans une autre traduction sous le titre Le Crime du placard jaune, Éditions Internationales, 1965
- The Curve of the Catenary (1945)
- The Episode of the Wandering Knife (1950) Publié en français sous le titre Le Poignard, Paris, Éditions Mondiales Del Duca, coll. Nous Deux no 379, 1978
- The Swimming Pool (1952)
- The Frightened Wife and Other Murder Stories (1953), recueil de nouvelles

#### Romans sentimentaux et autres romans
- When a Man Marries (1909)
- The Street of Seven Stars (1914) Publié en français sous le titre La Rue aux sept étoiles, Paris, Éditions Mondiales Del Duca, coll. Intimité no 344, 1975
- K (1915)
- Bab, a Sub-Deb (1917)
- Long live the King! (1917)
- The Amazing Interlude (1918)
- A Poor Wise Man (1920)
- The Truce of God (1920)
- The Breaking Point (1922) Publié en français sous le titre Barrage, Paris, Éditions Mondiales Del Duca, coll. Nous Deux no 353, 1977
- The Out Trail (1923)
- Lost Ecstasy (1927) Publié en français sous le titre La Route du couchant, Paris, Éditions Mondiales Del Duca, coll. Romances et Mystère, 1975
- This Strange Adventure (1928)
- Mr. Cohen Takes A Walk (1934)
- The Doctor (1936) Publié en français sous le titre On vous attend, docteur Arden, Verviers, Gérard, coll. Marabout Géant no 30, 1954
- A Light in the Window (1948)

### Théâtre
- Seven Days (1909), comédie de Broadway en collaboration avec Avery Hopwood
- Cheer Up (1912), comédie
- Spanish Love (1920), comédie, en collaboration avec Avery Hopwood
- The Bat (1920), adaptation théâtrale de L'Escalier en colimaçon écrite en collaboration avec Avery Hopwood
- The Breaking Point (1923), comédie

### Anthologies
- Love Stories (1919)
- Affinities : and other stories (1920)
- Sight Unseen / The Confession (omnibus) (1921)
- Temperamental People (1924)
- Nomad's Land (1926)
- The Romantics (1929)
- Mary Roberts Rinehart 's Crime Book (1933)
- Married People (1937)
- Familiar faces; stories of people you know (1941)
- Alibi for Isabel (1944)
- The Confession / Sight Unseen (1959)

## Filmographie
- 1917 : Bab's Diary de J. Searle Dawley
- 1917 : Bab's Burglar de J. Searle Dawley
- 1917 : Bab's Matinee Idol de J. Searle Dawley

## Récompenses et distinctions
- Edgar spécial (Special Edgar Award) décerné en 1953 par les Mystery Writers of America pour The Frightened Wife